# Systèmes politiques des États et des pays
L'information sur le système politique des pays est disponible pour chaque pays, ainsi que pour les États indépendants, territoires associés habités, tout comme pour les zones sous régimes spéciaux. Les entrées sont listées ci-dessous. 
- Haut – A
- B
- C
- D
- E
- F
- G
- H
- I
- J
- K
- L
- M
- N
- O
- P
- Q
- R
- S
- T
- U
- V
- W
- X
- Y
- Z

## A
- Politique en Abkhazie - République d'Abkhazie
- Politique à Akrotiri - Zone souveraine de la base d'Akrotiri (territoire d'outre-mer du RU)
- Politique en Afghanistan - République islamique d'Afghanistan
- Politique aux îles Åland - Åland (Province autonome de Finlande)
- Politique en Albanie - République d'Albanie
- Politique en Algérie - République algérienne démocratique et populaire
- Politique en Allemagne - République fédérale d’Allemagne
- Politique en Andorre - Principauté d'Andorre
- Politique en Angola - Angola
- Politique en Argentine - République argentine
- Politique en Arménie - République d'Arménie
- Politique en Australie - Commonwealth d’Australie
- Politique en Autriche - République d'Autriche
- Politique à Sainte-Hélène, Ascension et Tristan da Cunha - Sainte-Hélène, Ascension et Tristan da Cunha
- Politique à Antigua-et-Barbuda Antigua-et-Barbuda
- Politique à Aruba - Aruba (pays autonome au sein du Royaume des Pays-Bas)
- Politique en Azerbaïdjan - République d'Azerbaïdjan

## B
- Politique au Bangladesh - République populaire du Bangladesh
- Politique au Bénin - République du Bénin
- Politique en Bolivie - République de Bolivie
- Politique en Belgique - Royaume de Belgique
- Politique en Bulgarie - République de Bulgarie
- Politique au Brésil - République fédérative du Brésil
- Politique au Bhoutan - Royaume du Bhoutan

## C
- Politique au Cameroun - République du Cameroun
- Politique au Canada - Canada
- Politique en Croatie - République de Croatie
- Politique au Chili - République du Chili
- Politique en Chine - République populaire de Chine
- Politique en Colombie - République de Colombie
- Politique en Corée du Sud - République de Corée
- Politique au Costa Rica - République du Costa Rica
- Politique à Cuba - République de Cuba

## D
- Politique au Danemark - Royaume de Danemark
- Politique à Djibouti - République de Djibouti

## E
- Politique en Égypte - République arabe d'Égypte
- Politique en Équateur - République d'Équateur
- Politique aux États-Unis - États-Unis d'Amérique
- Politique en Espagne - Royaume d'Espagne
- Politique en Estonie - République d'Estonie

## F
- Politique en Finlande - République de Finlande
- Politique en France - République française

## G
- Politique au Guatemala - République du Guatemala
- Politique au Guyana - République coopérative du Guyana
- Politique en Grèce - République hellénique

## H
- Politique à Haïti - République de Haïti
- Politique au Honduras - République du Honduras
- Politique en Hongrie - République de Hongrie

## I
- Politique en Inde - République de l'Inde
- Politique en Iran - République islamique d’Iran
- Politique en Islande - République d’Islande
- Politique en Israël - État d'Israël
- Politique en Italie - République italienne

## J
- Politique au Japon - Japon

## K
- Politique au Kenya - République du Kenya

## L
- Politique en Lettonie - République de Lettonie
- Politique au Liban - République du Liban

## M
- Politique au Maroc - Royaume du Maroc
- Politique au Mexique - États-Unis mexicains

## N
- Politique au Nicaragua - République du Nicaragua
- Politique au Népal - Royaume du Népal
- Politique en Norvège - Royaume de Norvège

## O
- Politique à Oman - Sultanat d'Oman

## P
- Politique au Pakistan - République islamique du Pakistan
- Politique au Panama - République du Panama
- Politique au Paraguay - République du Paraguay
- Politique au Pérou - République du Pérou
- Politique au Portugal - République portugaise
- Politique à Porto Rico - État libre associé de Porto Rico

## Q
- Politique au Qatar - État du Qatar
- Politique au Québec

## R
- Politique en République dominicaine - République dominicaine
- Politique en République tchèque - République tchèque
- Politique au Royaume-Uni - Royaume-Uni de Grande-Bretagne et d'Irlande du Nord
- Politique en Russie - Fédération russe

## S
- Politique au Salvador  - République du Salvador
- Politique aux Samoa américaines - Samoa américaines
- Politique au Sénégal - République du Sénégal
- Politique en Slovénie - République de Slovénie
- Politique en Suède - Royaume de Suède
- Politique en Suisse - Confédération suisse
- Politique en Syrie - République arabe syrienne

## T
- Politique à Taïwan - République de Chine (Taïwan)
- Politique en Tanzanie - République unie de Tanzanie
- Politique au Tchad - République du Tchad
- Politique en Thaïlande - Royaume de Thaïlande
- Politique au Timor oriental - République démocratique du Timor oriental
- Politique à Trinité-et-Tobago - Trinité-et-Tobago
- Politique en Tunisie - République tunisienne
- Politique au Turkménistan - Turkménistan
- Politique en Turquie - République de Turquie

## U
- Politique en Ukraine - Ukraine
- Politique de l'Union européenne - Union européenne (Systèmes politiques des États membres de l'Union européenne)
- Politique en Uruguay - République orientale de l'Uruguay
- Politique en Ouzbékistan - République d'Ouzbékistan

## V
- Politique au Venezuela

## W
- Politique à Wallis-et-Futuna - Territoire de Wallis-et-Futuna (Collectivités d'outre-mer française)

## Y
- Politique au Yémen - République du Yémen

## Z
- Politique en Zambie - République de Zambie
- Politique au Zimbabwe - République du Zimbabwe